# Classification cinématographique au Canada
La classification cinématographique au Canada évalue les films selon l'âge du public autorisé pour l'exploitation en salles et en vidéos. Plusieurs provinces canadiennes ont leur propre législation ou partagent un système de classification avec d'autres provinces ou territoires.

## Histoire
Il existe actuellement trois organismes de classifications des films qui évaluent les films commercialisés au Canada, chacun étant une agence d'un gouvernement provincial.
Le premier organisme est la British Columbia Film Classification Office (en). C'est une division de la Consumer Protection BC, qui attribue les classements de film pour les provinces de la  Colombie-Britannique, du Manitoba, de l’Ontario et de la Saskatchewan.
Le second est l'Alberta Film Ratings, qui attribut les classements de film pour la province de l’Alberta, et dans deux territoires dont les Territoires du Nord-Ouest et le Nunavut.
Le troisième organisme se nomme le Maritime Film Classification Board (en), il est géré par la Nova Scotia Alcohol & Gaming Authority et attribut les classements de film dans trois provinces maritimes dont la Nouvelle-Écosse, le Nouveau-Brunswick et l’ Île-du-Prince-Édouard.
Cependant, d'autres provinces conservent encore leur propre organisme de classement.
La province de la Saskatchewan conserve son propre organisme de classement de film, la Saskatchewan Film and Video Classification Board (en), bien qu’elle utilise les classements fournies par la Colombie-Britannique depuis 1997 dans presque tous les films commercialisés.
Même chose avec le Manitoba Film Classification Board (en) qui a été dissous en 2018 et le Ontario Film Review Board (en) qui a été abolie en 2019, et les deux provinces utilisent désormais les classements attribués par la Colombie-Britannique,,,. Les distributeurs de films paient des frais supplémentaires à Consumer Protection BC pour la certification dans d'autres provinces ; ils peuvent également payer pour une certification dans une ou plusieurs provinces s'ils ne prévoient pas de distribuer leur film en Colombie-Britannique, bien que les films qui ne seront diffusés qu'en Saskatchewan soient toujours évalués par la régie du classement des films de cette province.
Selon la loi, les classements de films en Alberta sont également appliqués dans les Territoires du Nord-Ouest et au Nunavut.
Il n'y a pas de système de classement obligatoire des films à Terre-Neuve-et-Labrador, mais les classements du Maritime Film Classification Board sont volontairement utilisées par certains cinémas. 
Le Yukon n'a pas non plus de système de classement obligatoire.  Les deux cinémas de la ville de Whitehorse attribuent la moyenne du classement des films pour le Canada. 
Il existait également la Régie du cinéma du Québec. Le service est assuré depuis le depuis le 1er avril 2017 par le ministère de la Culture et des Communications.

## Classement des films

### Classements canadiens à l'exception du Québec

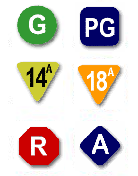
Classement canadiens utilisés en général.

Les systèmes de classements à l'extérieur du Québec utilisent des catégories et des logos dérivés du Canadian Home Video Rating System (en).
En général, les catégories sont :
- G - General : Convient aux personnes de tous âges.
- PG - Parental Guidance : Contrôle parental conseillé. Il n'y a pas de limite d'âge, mais certaines images peuvent ne pas convenir à tous les enfants.
- 14A - 14 Accompagnement : Les personnes de moins de 14 ans doivent être accompagnées d'un adulte.
- 18A - 18 Accompagnement : Les personnes de moins de 18 ans doivent être accompagnées d'un adulte. Dans les Maritimes et au Manitoba, les enfants de moins de 14 ans n'ont pas le droit de regarder le film.
- R - Restricted : Section réservée aux personnes de 18 ans ou plus.
- A - Adult : Section réservée aux personnes de 18 ans ou plus. Le seul but du film est la représentation d'une activité sexuellement explicite et / ou d'une violence explicite. En Alberta, la catégorie A n'est utilisée que pour les produits sexuellement explicites. Le Manitoba et l'Ontario n'ont pas cette catégorie, le Manitoba utilise un système d'étiquetage par code-barres pour les vidéos à domicile pour adultes, tandis que l'Ontario a un classement de sexe adulte restreint (RX) pour les produits de vidéo à domicile. En Colombie-Britannique, le symbole A est un octogone rouge plutôt qu'un losange bleu.

Ce système a été adopté par l'Alberta et la Colombie-Britannique en 1997.  Le Manitoba et l’Ontario en 2003, et les Maritimes en avril 2005.
Il existe également des informations complémentaires («Scènes effrayantes», «Langage grossier», etc.), bien que cela peuvent varier d’un organismes de classement à l’autre.
Chaque organisme est chargé d'attribuer une note aux films, et bien que la plupart des films obtiennent probablement la même note, il peut y avoir des différences.
Il en est autant qu’on retrouve des classements dans des émissions diffusées à la télé.

### Système québécois

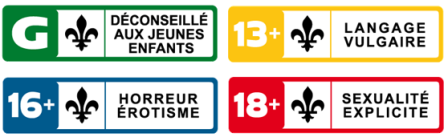
Étiquettes de classement «Régie du cinéma»

Au Québec, la «Régie du cinéma» évalue tous les films et vidéos. La Régie est un organisme gouvernemental supervisé par le Ministère de la Culture et des Communications du Québec. Sa compétence découle de la «Loi sur le cinéma» (LRQ, C-18.1). Les mêmes classifications sont utilisées pour les émissions de télévision.
Les classements et leurs indications complémentaires facultatives sont les suivants :
- G - Visa général (General Rating) : Peut être vu, loué ou acheté par des personnes de tous âges.
Le contenu classé G qui peut ne pas convenir aux enfants de moins de huit ans est indiqué par (Déconseillé aux jeunes enfants) (Not suitable for young children).
- 13+ - 13 ans et plus (13 years and over) : Peut être vu, loué ou acheté par des personnes de 13 ans ou plus. Les enfants de moins de 13 ans ne peuvent être admis que s'ils sont accompagnés d'un adulte.
- 16+ - 16 ans et plus (16 years and over) : Peut être vu, loué ou acheté par des personnes de 16 ans ou plus.
- 18+ - 18 ans et plus (18 years and over) : Peut être vu, loué ou acheté par des personnes de 18 ans ou plus.

Bien qu'il ne s'agisse pas d'une classification «en soi», les films éducatifs ou pédagogiques, les programmes de sport et d'exercice physique et le matériel promotionnel sont exemptés de la classification.
La Régie ne coupe pas les séquences de films. Ils sont notés dans le format fourni par la société de production. Néanmoins, la Régie a le pouvoir de refuser la classification, auquel cas le film ne peut être distribué sous aucun format dans la province de Québec.